# Sistema de ligas de andebol de Portugal
O sistema de ligas de andebol de Portugal refere-se ao conjunto de ligas que formam o campeonato português de andebol. É constituído por mais de 70 clubes e permite aos clubes subirem e descerem de divisão, variando assim as equipas das divisões durante os anos. Para além disto, algumas ligas dão acesso a torneios, tanto internos como externos. Este sistema é inteiramente organizado pela Federação de Andebol de Portugal

## Estrutura

### Andebol 1
Primeiro escalão do sistema de ligas de andebol, competição mais importante de Portugal constituída por 12 clubes. Para além do direito ao título de campeão nacional, esta liga promove o acesso tanto à Liga dos Campeões da EHF como à Liga Europeia da EHF, dependendo da classificação de cada uma das equipas. Adicionalmente, todos os participantes entram na Taça de Portugal a partir da terceira eliminatória. Os dois últimos classificados descem para a Divisão de Honra. Todas as equipas participam na Taça de Portugal, entrando nos 1/16 de Final.

### Segunda Divisão
Terceiro escalão do sistema de ligas de andebol, competição disputada em três séries de 10 clubes cada (incluindo equipas B), sendo os primeiros e segundos classificados de cada série apurados para a segunda fase, na qual os dois primeiros classificados sobem à Divisão de Honra. As restantes equipas de cada série disputam um grupo de classificação em que os dois piores classificados descem à Terceira Divisão. As equipas B podem descer de escalão, mas não podem subir para o mesmo escalão da equipa principal. Se uma equipa principal descer para o escalão em que actua a equipa B, essa equipa desce automaticamente, independentemente da classificação no campeonato. Todas as equipas da Segunda Divisão (à exceção das equipas B) participam na Taça de Portugal, entrando na segunda eliminatória.

### Terceira Divisão
Quarto escalão do sistema de ligas de andebol, competição disputada em três fases. Na p̟rimeira, o campeonato é disputado em cinco séries regionais de 8 a 9 clubes cada, sendo os primeiros três classificados e o melhor quarto de cada série de 8 e os quatro classificados da série de 9 apurados para a segunda fase , disputada em três séries em que os dois melhores classificados de cada série são promovidos ao à Segunda Divisão e disputam um play-off (terceira fase) para apurar o campeão deste escalão. Todas as equipas da Terceira Divisão (à exceção das equipas B) participam na Taça de Portugal, entrando na primeira eliminatória.

## Sistema
A tabela seguinte mostra a estrutura do atual sistema.
| Nível | Ligas                      | Ligas                      | Ligas                      | Ligas                      | Ligas                      |
| ----- | -------------------------- | -------------------------- | -------------------------- | -------------------------- | -------------------------- |
| 1     | Andebol 1 12 clubes        | Andebol 1 12 clubes        | Andebol 1 12 clubes        | Andebol 1 12 clubes        | Andebol 1 12 clubes        |
|       | ↓↑ 2 clubes                |                            |                            |                            |                            |
| 2     | Divisão de Honra 12 clubes | Divisão de Honra 12 clubes | Divisão de Honra 12 clubes | Divisão de Honra 12 clubes | Divisão de Honra 12 clubes |
|       | ↓↑ 2 clubes                |                            |                            |                            |                            |
| 3     | Segunda Divisão 30 clubes  | Segunda Divisão 30 clubes  | Segunda Divisão 30 clubes  | Segunda Divisão 30 clubes  | Segunda Divisão 30 clubes  |
| 3     | Série A 10 clubes          | Série A 10 clubes          | Série B 10 clubes          | Série C 10 clubes          | Série C 10 clubes          |
|       | ↓↑ 6 clubes                |                            |                            |                            |                            |
| 4     | Terceira Divisão 41 clubes | Terceira Divisão 41 clubes | Terceira Divisão 41 clubes | Terceira Divisão 41 clubes | Terceira Divisão 41 clubes |
| 4     | Série A 8 clubes           | Série B 8 clubes           | Série C 8 clubes           | Série C 9 clubes           | Série D 8 clubes           |